# José Manuel Maestre Rodríguez
José Manuel Maestre Rodríguez (Madrid, 3 de juliol de 1976) és un ciclista espanyol, ja retirat, que fou professional entre 2001 i 2003.
De la seva curta carrera destaca la victòria d'etapa a la Volta a Catalunya de 2002.

## Palmarès
- 2002
  - Vencedor d'una etapa de la Volta a Catalunya
- 2003
  - Vencedor d'una etapa de la Volta a Astúries

### Resultats a la Volta a Espanya
- 2002. 111è de la classificació general
- 2003. 159è de la classificació general